# Erdeni Uula (berg i Mongoliet, Chentij)
Erdeni Uula är ett berg i Mongoliet. Det ligger i provinsen Chentij, i den östra delen av landet, 300 km öster om huvudstaden Ulan Bator. Toppen på Erdeni Uula är 1 198 meter över havet.
Terrängen runt Erdeni Uula är kuperad åt sydväst, men åt nordost är den platt. Trakten runt Erdeni Uula är nära nog obefolkad, med färre än två invånare per kvadratkilometer. Trakten runt Erdeni Uula består i huvudsak av gräsmarker.